# Bilka, Cervonoarmiisk
Bilka (în ucraineană Білка) este un sat în comuna Starîi Maidan din raionul Cervonoarmiisk, regiunea Jîtomîr, Ucraina.

## Demografie
Componența lingvistică a localității Bilka
     Ucraineană (99,4%)
     Alte limbi (0,6%)
Conform recensământului din 2001, majoritatea populației localității Bilka era vorbitoare de ucraineană (99,4%), existând în minoritate și vorbitori de alte limbi.